# الكلية الملكية للأطباء النفسيين

واجهة الكلية الملكية للأطباء النفسيين في 21 شارع بريسكوت، لندن

الكلية الملكية للأطباء النفسيين هي المنظمة المهنية الرئيسية للأطباء النفسيين في المملكة المتحدة، وهي مسؤولة عن تمثيل الأطباء النفسيين، للأبحاث النفسية وتقديم المعلومات العامة عن مشاكل الصحة العقلية. تقدم الكلية المشورة للمسؤولين عن التدريب والتصديق على الأطباء النفسيين في المملكة المتحدة. وبالإضافة إلى نشر العديد من الكتب وإنتاج العديد من المجلات، تنتج الكلية للجمهور معلومات عن مشاكل الصحة العقلية. وتقع مكاتبها في 21 شارع بريسكوت في لندن، بالقرب من ألدغيت. كانت الكلية موجودة سابقًا في ساحة بلجريف.

## التاريخ
كانت الكلية موجودة في أشكال مختلفة منذ عام 1841، بعد أن بدأت الحياة كرابطة الضباط الطبيين في المصحات والمستشفيات العقلية. في عام 1865 أصبحت جمعية الطب النفسي. في عام 1926، تلقت الجمعية ميثاقها الملكي، لتصبح الجمعية الطبية النفسية. وأخيرًا، في عام 1971، أُعطى ميثاق للجمعية لتصبح الكلية الملكية للأطباء النفسيين.

## العضوية
تتوفر العديد من درجات العضوية:
- يستخدم الأعضاء رسائل ما بعد العضوية.
- تقدم الزمالة للأطباء النفسيين في المملكة المتحدة، الذين لم ينضموا لتدريب الدرجات أو وظائف الاستشاري الفني، أو فرصة المشاركة مع الكلية.
- يوجد اختصاصي في كلية الطب مفتوح للممارسين الطبيين المسجلين العاملين في المملكة المتحدة والذين يستوفون معايير معينة.
- تستخدم الزمالة رسائل ما بعد الاسمية . تمنح الزمالة للعضو الذي قدم مساهمة كبيرة ومميزة في الطب النفسي. ولا يتم منحها عادة إلا بعد أن يكون المرشح قد شغل العضوية لمدة لا تقل عن عشر سنوات. العملية التي يتم من خلالها منح الأعضاء زمالة الكلية هي أنه ينبغي ترشيحهم واقتراحهم وإعارتهم من قبل عضوين من أعضاء الكلية.
- يمكن منح الرابطة الدولية لأطباء نفسيين ذوي خبرة خمس سنوات في الطب النفسي الذين لا يحملون العضوية، ولكن الذين يحملون مؤهلات متخصصة في الطب النفسي والذين يقيمون خارج المملكة المتحدة.

## شعار النبالة
يتضمن شعار النبالة قضيب الثعبان المتشابك التقليدي من عصا أسكليبيوس التي ترمز للطب، والفراشات التي ترمز للطب النفسي. وقبل منح هذه الشعار، كانت الجمعية الطبية النفسية تستخدم شعارًا يظهرالفراشات التي ترمز للطب النفسي فقط. تم منح الشعار أصلاً للجمعية الملكية الطبية النفسية في عام 1926، وأكدت للكلية على تشكيلها في عام 1971 من قبل كلية الأسلحة. كما تم تسجيلهم في أسكتلندا من قبل محكمة الرب ليون.

## مركز الكلية لتحسين الجودة
أدى عمل مركز الكلية لتحسين الجودة دوراً للأطباء والهيئات المهنية في رفع المعايير. وتشارك مبادراتها الوطنية مباشرة مع الأطباء والمديرين ومستخدمي الخدمات وتدعمهم لتحمل المسؤولية عن تحسين خدمات الصحة العقلية المحلية. ويشارك أكثر من 90 في المائة من خدمات الصحة النفسية في المملكة المتحدة في عمل اللجنة.

## وحدة سياسة الكلية
وحدة السياسات، وهي جزء من إدارة الاتصالات والسياسات، هي المسؤولة عن وضع وتنفيذ سياسة الكلية إلى عضوية ومجموعة من الجماهير الخارجية. وتضطلع الوحدة أيضا بالشؤون العامة والعمل البرلماني.

## قائمة رؤساء الكلية الملكية للأطباء النفسيين
وينتخب الرئيس لمدة ثلاث سنوات، ويشغل منصب رئيس الكلية الملكية للأطباء النفسيين. الرئيس الحالي هو السير سيمون ويسلي.
- البروفسور مارتن روث (1971-1975)؛ الرئيس الأول للكلية الملكية للأطباء النفسيين
- البروفيسور ويليام لينفورد ريس (1975 إلى 1978)
- الأستاذ ديزموند بوند (1978 إلى 1981)
- البروفسور كينيث رونسلي (1981 إلى 1984)
- الدكتور توماس بيولي (1984 إلى 1987)
- الدكتور جيمس بيرلي (1987 إلى 1990)
- البروفيسور أندرو سيمز (1990 إلى 1993)
- الدكتور فيونا كالديكوت (1993 إلى 1996)؛ أول امرأة البروفسور روبرت كينديل (1996 إلى 1999)
- البروفيسور جون كوكس (1999 إلى 2002)
- الدكتور مايك شوتر (2002-2005)
- الأستاذة شيلا هولينز (2005 إلى 2008)
- البروفسور دينيش بوغرا (2008 إلى 2011)
- البروفيسور ديم سوزان بيلي (2011 إلى 2014)
- الأستاذ السير سيمون ويسلي (2014 إلى الوقت الحاضر)